# 顆粒球マクロファージコロニー刺激因子
顆粒球マクロファージコロニー刺激因子（かりゅうきゅうマクロファージコロニーしげきいんし、granulocyte-macrophage colony-stimulating factor；GM-CSF）またはコロニー刺激因子2（colony stimulating factor 2；CSF2）は、マクロファージ、T細胞、肥満細胞、ナチュラルキラー細胞、内皮細胞、線維芽細胞などから分泌される単量体の糖タンパク質であり、サイトカインとして機能する。
好中球の増殖と成熟を特異的に促進する顆粒球コロニー刺激因子とは異なり、GM-CSFはより多くの種類の細胞に作用する。
この様に主に細胞性免疫の主役である白血球（顆粒球、単球）の分化誘導作用をもつ為、免疫賦活や骨髄刺激に用いられる事もある。Th細胞等が産生している事が知られている。
天然由来GM-CSFの類縁物質医薬品はサルグラモスチムやモルグラモスチムと呼ばれている。

## 機能
GM-CSFは、サイトカインとして機能する単量体の糖タンパク質であり、白血球の成長因子である。GM-CSFは、IL(インターロイキン)-3,5などと協力し、多能性造血幹細胞を骨髄系前駆細胞（CFU-GEMM）に分化させ、これを前期赤芽球系前駆細胞 (BFU-E)、顆粒球単球コロニー形成細胞 (CFU-GM)、好酸球コロニー形成細胞 (CFU-Eo)、好塩基球コロニー形成細胞 (CFU-Ba) 等に分化させる。更に、CFU-GMを好中球と単球に、CFU-Eoを好酸球に分化させる働きを持つ。（CFU-BaはIL-3,5により好塩基球に誘導される。）単球は循環系を出て組織内に移動し、マクロファージや樹状細胞に成熟する。このように、GM-CSFは免疫・炎症カスケードの一部であり、少数のマクロファージを活性化する事で、感染症との戦いに不可欠なマクロファージの数を急速に増加させる事が出来る。
GM-CSFは、免疫系の成熟細胞にも作用する。例えば、好中球の移動を促進したり、細胞表面に発現している受容体を変化させる等の作用がある。
GM-CSFは、シグナル伝達および転写の活性化因子であるSTAT5を介してシグナルを伝達する。マクロファージでは、STAT3を介してシグナルを送る事も示されている。このサイトカインはマクロファージを活性化し、真菌の生存を阻害する。GM-CSFは、細胞内の遊離亜鉛を減少させ、活性酸素の産生を増加させ、真菌の亜鉛飢餓と毒性を引き起こす。この様に、GM-CSFは、免疫系の発達を促し、感染症に対する防御を促進する。
また、GM-CSFは、生殖器官で産生されるエンブリオカインとして機能する事で、胚の発生にも一役買っている。

## 遺伝学
ヒトの遺伝子は、染色体領域5q31の2型ヘルパーT関連サイトカイン遺伝子クラスター内のインターロイキン-3遺伝子に近接して配置されており、5q-症候群や急性骨髄性白血病の中間部欠失と関連する事が知られている。GM-CSFとIL-3は隔離要素で分離されている為、独立して制御されている。その他、インターロイキン-4、5、13をコードする遺伝子も含まれている。

## 糖鎖付加
ヒト顆粒球マクロファージコロニー刺激因子は、成熟型ではグリコシル化（糖鎖付加）されている。

## 臨床的意義
GM-CSFは関節リウマチの関節で高濃度に検出されるので、生物学的標的としてのGM-CSFを遮断する事による炎症や損傷の軽減が期待されている。GM-CSFを阻害する薬剤（オチリマブ等）が開発されている。
重症患者において、GM-CSFは免疫抑制状態に対する薬剤として試行されており、単球および好中球の機能を回復させる事が期待されているが、患者の転帰への影響は現在の処不明であり、大規模な研究が待たれる。
GM-CSFは、単球やマクロファージを刺激して、CCL17などの炎症性サイトカインを産生する。GM-CSFの上昇は、炎症性関節炎、変形性関節症、大腸炎、喘息、肥満、COVID-19等の炎症に寄与する事が示されている。

## 医薬品開発
GM-CSFが最初にクローン化されたのは1985年の事で、その後直ぐに組換えDNA技術を用いて3種類の医薬品候補が作られた。モルグラモスチムは大腸菌で作られ、グリコシル化されていない。サルグラモスチムは酵母で作られ、23位にプロリンの代わりにロイシンがあり、多少グリコシル化されている。レグラモスチムはチャイニーズハムスター卵巣細胞（CHO）で作られ、サルグラモスチムよりもグリコシル化されている。グリコシル化の量は、身体と薬剤とがどのように相互作用するかに影響する。
タリモジン ラヘルパレプベクは、2015年10月に米国FDAから、2015年12月にEMAから、腫瘍溶解性ウイルス療法として承認された。この腫瘍溶解性ヘルペスウイルスは、腫瘍細胞の機構を利用してヒトGM-CSFを発現するように遺伝子工学的に設計されている。

## 臨床試験
GM-CSFに対するモノクローナル抗体は、関節リウマチ、強直性脊椎炎、COVID-19などに対する臨床試験で治療薬として使用されている。